# زینوی پترویچ
زینوی پترویچ (روسی: Зиновий Петрович Рожественский؛ ۱۱ نوامبر ۱۸۴۸ – ۱۴ ژانویهٔ ۱۹۰۹) فرد نظامی اهل امپراتوری روسیه بود. او دریاسالار نیروی دریایی روسیه بودو در دوران جنگ روسیه و ژاپن در نبرد تسوشیما در حال فرماندهی دوم ناوگان اقیانوس آرام بود.